# Santa Ana Mountains

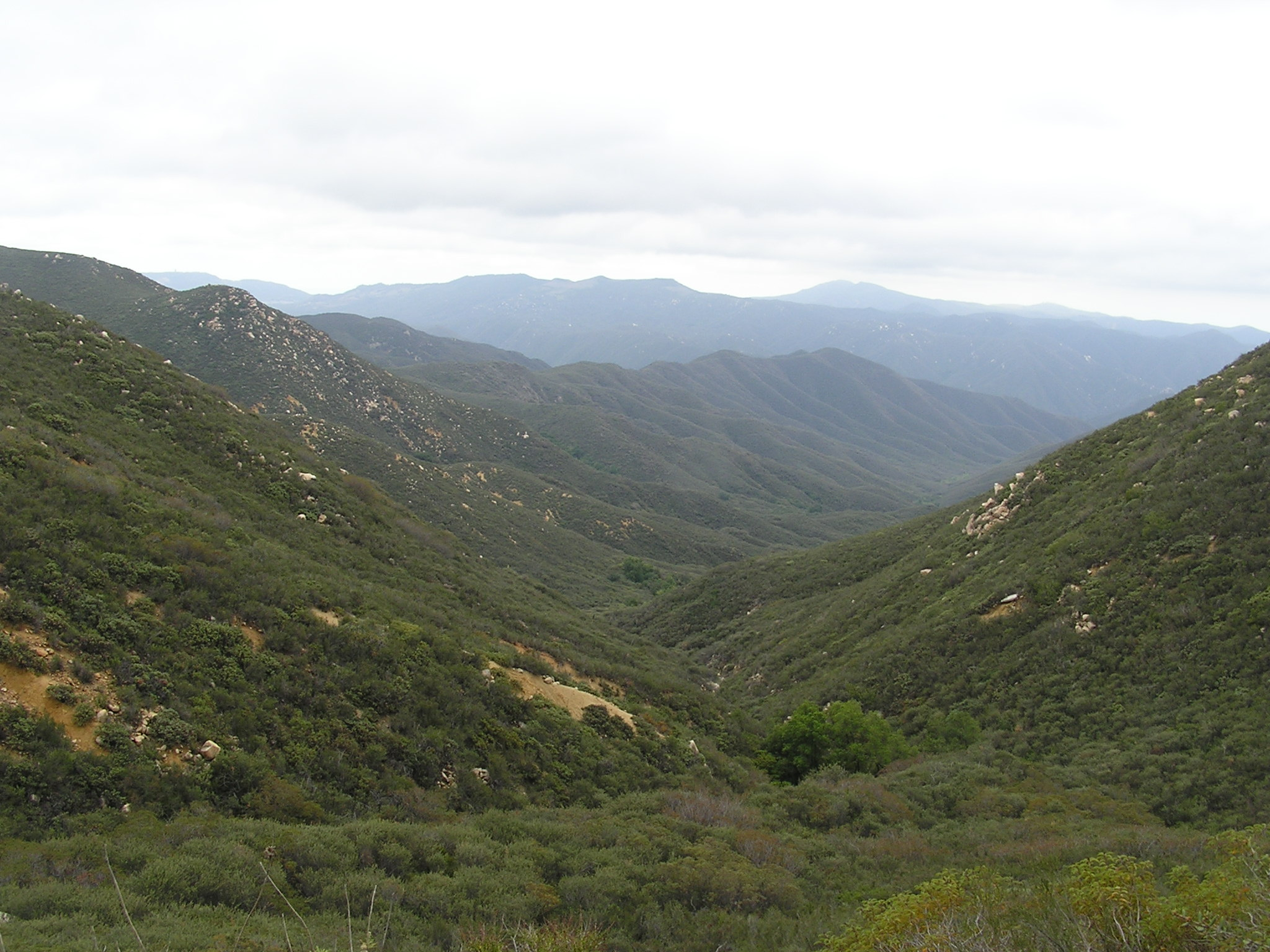
Santa Ana Mountains

Santa Ana Mountains är en kort bergskedja längs med kusten i södra Kalifornien i USA. Bergskedjan sträcker sig drygt 55 km sydost om Los Angeles-slätten, i huvudsak längs med gränsen mellan Orange County och Riverside County.
Bergskedjan börjar i norr vid Santa Ana Canyon, genom vilken Santa Ana River rinner. Den nordligaste bergstoppen, på 928 meter, är Sierra Peak. Högst är Santiago Peak (1733 meter) som tillsammans med Modjeska Peak (1675 meter) bildar Saddleback Ridge, drygt 30 km öster om staden Santa Ana. Saddleback är synligt från nästan alla delar av Orange County och är vanligtvis den enda delen av Santa Ana Mountains som blir snöklädd under vintern.